# Derrumbe de los grandes almacenes Sampoong
El derrumbe de los grandes almacenes Sampoong se produjo el 29 de junio de 1995 en Seúl, Corea del Sur. Debido a un fallo estructural en la construcción, las cinco plantas del edificio se derrumbaron con miles de clientes en el interior. En total fallecieron 502 personas y otras 937 resultaron heridas de diversa consideración. Este siniestro es el más mortífero en la historia de Corea del Sur, y durante diecisiete años fue el peor derrumbe no intencionado del mundo hasta el desastre del Rana Plaza en Bangladés.
El accidente se debió a distintas negligencias durante la construcción, así como a la desatención de los responsables del centro comercial ante las grietas y filtraciones del edificio. El fundador y el presidente de Sampoong fueron condenados a penas de cárcel y multas millonarias, lo que condujo a la desaparición del conglomerado, y una decena de funcionarios públicos terminaron siendo inhabilitados por haber aceptado sobornos durante las obras. La tragedia llevó al gobierno metropolitano de Seúl a replantearse las medidas de seguridad de todos sus edificios, detectando fallos estructurales en una de cada siete construcciones que tuvieron que ser reedificadas.

## Antecedentes
En la década de 1980, Seúl había vivido un notable desarrollo inmobiliario motivado por la concesión de los Juegos Olímpicos de 1988 y el crecimiento económico. Corea del Sur había impulsado su economía con un modelo de conglomerados empresariales —chaebol— que invertían en distintos sectores estratégicos a cambio de medidas proteccionistas, apoyo político y financiero. En aquella época la construcción estaba limitada a contratistas nacionales, que solían apurar los plazos para asumir el mayor volumen de trabajo posible. Todo ello conllevó problemas de seguridad y defectos en muchas infraestructuras; el caso más célebre fue el derrumbe del puente Seongsu en 1994, que supuso un endurecimiento de las inspecciones técnicas de edificios.
Uno de los conglomerados existentes en aquella época fue Sampoong, fundado en 1963 por el empresario Lee Joon. En sus orígenes se trataba de una empresa constructora, pero en los años 1970 hizo fortuna con filiales en el sector inmobiliario y en la distribución minorista. Desde 1991 el presidente de la empresa era su hijo, Lee Han-sang.

## Descripción del accidente

### Características del edificio

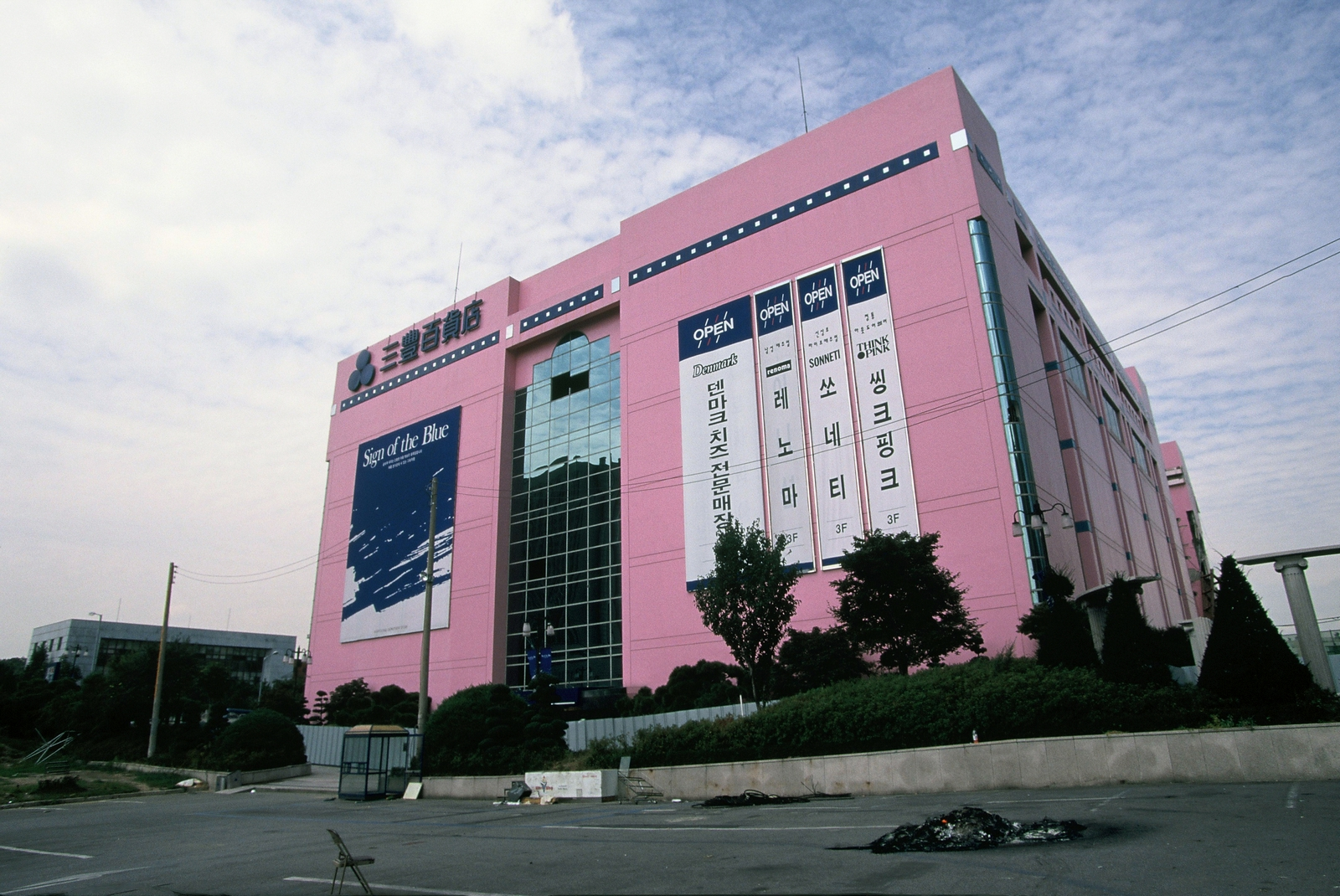
Fachada de los grandes almacenes Sampoong, en el distrito de Seocho (1995).

En 1987, el grupo Sampoong comenzó a construir un gran edificio en el distrito de Seocho, una de las zonas con mayor renta de Seúl. En un primer momento se había planificado un bloque residencial de cuatro plantas, para lo cual subcontrataron a otra constructora. Sin embargo, Lee cambió de idea con la obra ya avanzada para añadir un nuevo piso y albergar unos grandes almacenes sin modificar el tipo de construcción. La subcontrata se negó a continuar bajo esas condiciones, así que Sampoong lo asumió a través de su propia división.
El edificio ocupaba una superficie de 29 000 m² con una altura de 27,6 metros, cinco plantas en superficie y aparcamiento subterráneo. Estaba dividido en dos bloques conectados por un atrio: el ala norte albergaba los grandes almacenes, mientras que el ala sur acogía oficinas y equipamientos deportivos. Las cinco plantas se levantaron con hormigón armado en losa plana y estructura de acero reforzada. Sin embargo, la constructora cometió varios errores que comprometieron la estabilidad de la infraestructura. Todos estos detalles no trascendieron a la opinión pública hasta después del derrumbe, en la investigación oficial.
La inauguración de los grandes almacenes tuvo lugar el 1 de diciembre de 1989. En el momento del siniestro, contaba con una plantilla de casi mil empleados y una afluencia media de 40 000 clientes al día.

### Día del siniestro

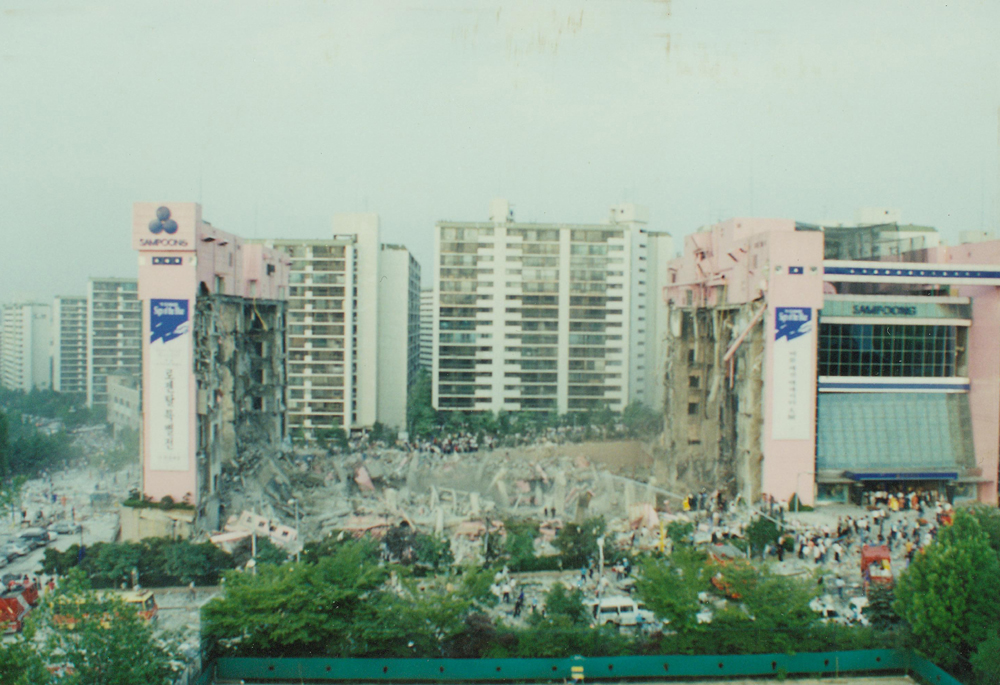
Vista frontal del edificio derrumbado.

Antes de que se produjera el derrumbe había señales que indicaban problemas estructurales. En abril de 1995, algunos empleados de los grandes almacenes ya habían reportado grietas en el techo y filtraciones de agua, especialmente en la quinta planta. Para entonces la gerencia de Sampoong estaba al corriente de los problemas, pero consideraba que podía solucionarlos con obras de rehabilitación.
En la mañana del 29 de junio de 1995, el dueño de un restaurante del quinto piso reportó una enorme grieta cerca de una viga de carga, correspondiente según los planos a la columna 5E, así que la gerencia ordenó el cierre completo de toda la planta. A lo largo del día se escucharon fuertes ruidos en el techo, causados por la vibración de las máquinas de aire acondicionado que habían empezado a hundirse, pero la única reacción al respecto fue apagar el sistema de climatización. El gerente convocó una reunión de urgencia con los responsables de Sampoong en las oficinas, sobre las 15:00 horas, para reportar la situación y estudiar la evacuación del edificio por motivos de seguridad. Sin embargo, Lee Joon le restó importancia y ordenó mantener el negocio abierto durante el resto del día, sin avisar a los empleados.
Alrededor de las cinco de la tarde, el techo de ala norte había comenzado a hundirse. Muchas de las personas que se encontraban en las plantas superiores lo advirtieron y salvaron la vida al trasladarse al ala sur mediante las salidas de emergencia. Sin embargo, la actividad continuaba con normalidad en los pisos inferiores. Los pilares de la planta baja empezaron a ceder alrededor de las 17:52, momento en el que se ordenó la evacuación de todo el edificio, pero ya era demasiado tarde. A las 17:57, los pilares del quinto piso quebraron y las cinco plantas del ala norte se hundieron en menos de veinte segundos. Según el informe oficial, había más de 2000 personas en el interior de la zona colapsada.

### Labores de rescate
Debido a que no dio tiempo a completar la evacuación, mucha gente falleció en el acto o quedó atrapada en las ruinas del edificio. La policía y los bomberos aparecieron pocos minutos después de que sucediese el siniestro, mientras que la maquinaria pesada llegó al día siguiente. Los servicios de rescate lograron sacar a numerosos supervivientes en los primeros días, pero tuvieron muchas dificultades por la inestabilidad de la zona y el riesgo de derrumbe del resto del complejo. Las únicas estructuras que habían quedado en pie fueron el ala sur al completo, donde se encontraban las oficinas, y la torre del ala norte, con varias personas atrapadas entre los pisos descubiertos. Con el paso del tiempo el equipo continuó rescatando a personas en las plantas subterráneas, entre ellos un grupo de veinticuatro empleados de limpieza que habían permanecido encerrados en una habitación durante siete días.
Dieciséis días después de la tragedia se rescató a la última persona con vida: Park Seung-hyun, una joven de 19 años que había permanecido bajo las ruinas con heridas superficiales. Después de retirar todos los escombros y los cadáveres, el edificio fue desmantelado por completo entre 1995 y 1998.

### Víctimas
El saldo total de víctimas fue de 502 fallecidos, seis desaparecidos y 937 heridos de diversa consideración. La mayoría de las muertes estuvieron provocadas por aplastamiento, intoxicación por monóxido de carbono y falta de aire. Se trata del accidente más mortífero en la historia de Corea del Sur desde su constitución en 1946. Durante años fue el derrumbe de un edificio con más víctimas mortales de la historia, hasta el atentado contra el World Trade Center en 2001 y el derrumbe no intencionado del Rana Plaza de Bangladés en 2013.

## Motivos y responsables

### Causas del derrumbe

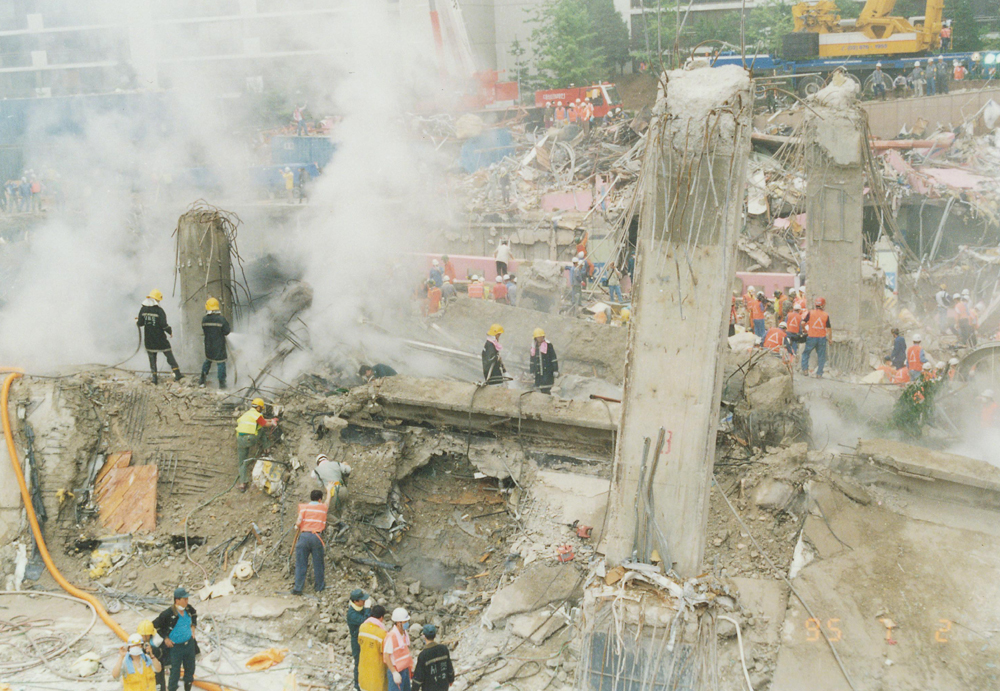
Detalle de los pilares destruidos.

El gobierno surcoreano abrió una investigación oficial dirigida por Lan Chung, profesor de ingeniería en la Universidad de Dankook. La policía detuvo inmediatamente a los máximos responsables de Sampoong, el fundador Lee Joon y su hijo Lee Han-sang, así como al gerente de los grandes almacenes y al arquitecto que diseñó la obra, para que participasen en los interrogatorios. Aunque en un primer momento se apuntaron causas como un escape de gas o un atentado terrorista, ambas opciones fueron descartadas. Las conclusiones finales indican que el derrumbe se produjo por fallos estructurales en la construcción.
Los implicados desvelaron que Sampoong había cambiado el proyecto sobre la marcha para albergar unos grandes almacenes de cinco plantas, cuando en un primer momento solo tenían permiso para levantar un complejo residencial de cuatro pisos. Lee Joon había tomado personalmente varias decisiones que comprometieron la seguridad del edificio. En primer lugar, ordenó reducir el tamaño de las vigas de carga a 60 cm —frente a los 80 cm del proyecto original— y espaciarlas más para ganar superficie comercial e instalar escaleras mecánicas, en detrimento de la fuerza de sostén. En segundo lugar se descubrió un error de cálculo al colocar la estructura de acero. Por último, el propietario había añadido una quinta planta que no estaba prevista para acoger ocho restaurantes con calefacción tradicional (ondol) por losa radiante y tuberías de agua caliente, lo que suponía añadir más peso por el tamaño de las losas de hormigón.
Además, en el techo de los grandes almacenes se habían instalado tres unidades de aire acondicionado de 45 toneladas, cuatro veces por encima del límite recomendado para esa obra. En 1993 hubo que cambiarlas de sitio, pero en vez de levantarlas con una grúa se decidió arrastrarlas por el suelo con railes. Al hacerlo se abrieron grietas en el techo y se produjo un daño estructural en la columna 5E, causa final del derrumbe. Las columnas del quinto piso no estaban alineadas con las de las plantas inferiores, lo cual explica que el ala entera colapsara por completo tras hundirse el techo.
Para no tener problemas con los cambios en la licencia de obra, Lee Joon y Lee Han-sang reconocieron haber sobornado a las autoridades del distrito de Seocho. Este testimonio condujo a la detención de una docena de cargos públicos del ayuntamiento. Además, Lee Joon asumió la decisión de no haber evacuado el edificio por el impacto que podía haber tenido en su negocio. Algunas fuentes señalaron que los responsables de Sampoong habían abandonado el edificio antes del siniestro; muchos no se vieron afectados porque estaban en las oficinas del ala sur, pero la agencia de noticias Yonhap reportó que Lee Joon se había marchado de allí minutos antes del derrumbe.

### Condenas
El 27 de diciembre de 1995, el Tribunal Supremo condenó a Lee Joon a diez años y medio de cárcel por negligencia criminal, aunque fue reducida a siete años y medio después de la apelación. Lee falleció el 4 de octubre de 2003, a los 81 años, pocos meses después de haber cumplido la pena. Lee Han-sang fue condenado a siete años por homicidio involuntario, y al salir de la cárcel viajó a Mongolia para trabajar como pastor evangélico. Además, doce cargos públicos del distrito fueron condenados a penas de prisión, inhabilitación y multas por haber aceptado sobornos. La sentencia apuntó como causa final «una construcción defectuosa, problemas de seguridad y negligencia para con la vida humana».
El conglomerado Sampoong terminó desapareciendo en 1996 como consecuencia de las pérdidas ocasionadas por el derrumbe de los grandes almacenes. La familia Lee cedió todo su patrimonio para costear las indemnizaciones al estado y a las víctimas. La constructora y la división minorista entraron en liquidación, mientras que otros activos —entre ellos el jardín botánico Yeomiji y un colegio privado— terminaron en manos de nuevos inversores privados.

## Consecuencias

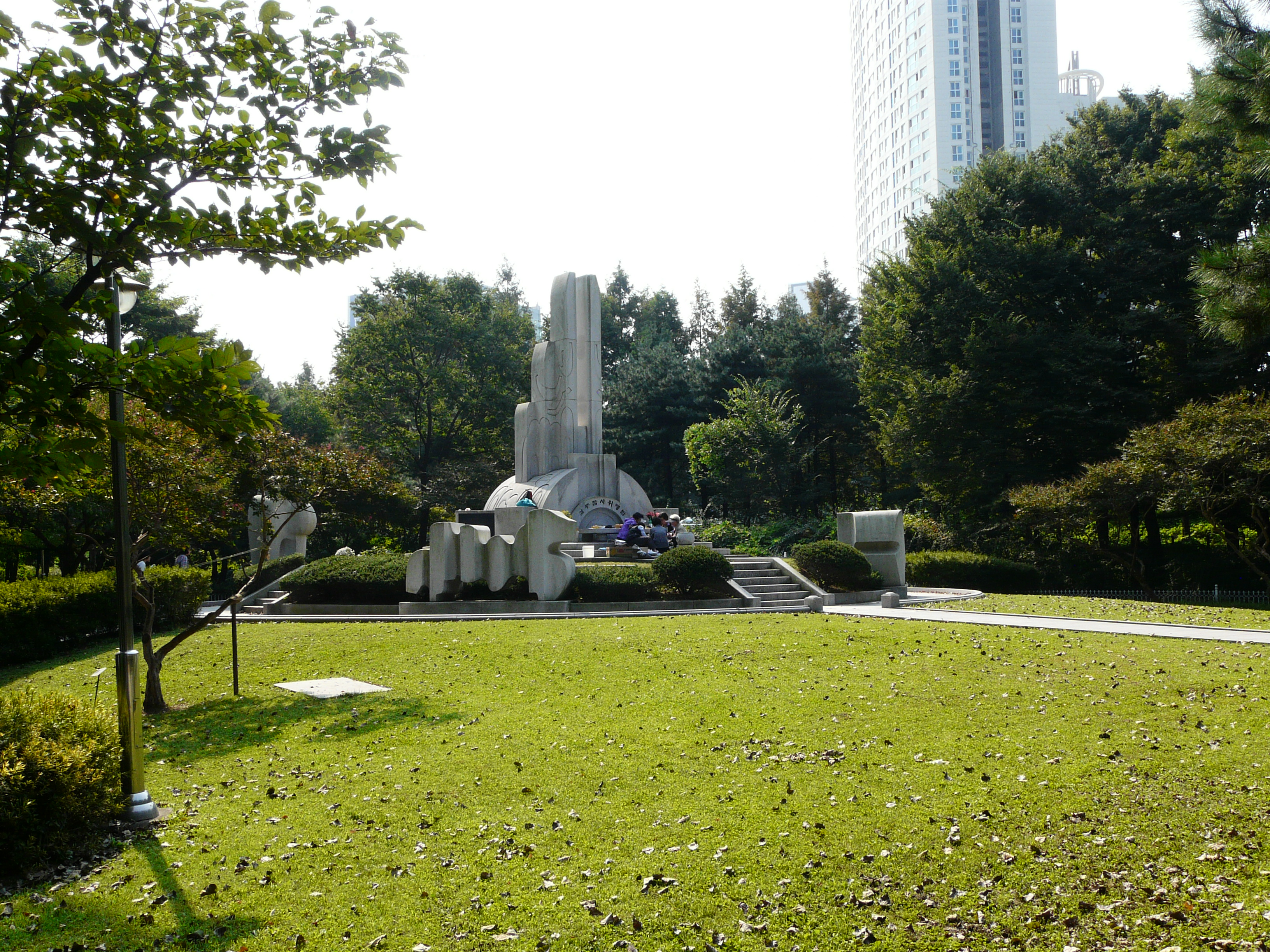
Monumento a las víctimas del derrumbe de Sampoong.

Como consecuencia del derrumbe, el gobierno metropolitano de Seúl ordenó inspecciones técnicas en todas las construcciones de la capital. Se descubrió que uno de cada siete edificios presentaban problemas estructurales, uno de cada cinco necesitaban obras de rehabilitación, y tan solo uno de cada cincuenta cumplían los estándares de seguridad. A raíz de este hallazgo, el gobierno de Kim Young-sam estableció una nueva normativa para garantizar la seguridad de las futuras obras.
Debido a la implicación de Sampoong, con acusaciones probadas de corrupción y negligencia en la construcción, se generó un debate sobre la excesiva influencia de los chaebol en la economía surcoreana. Si bien en su momento no se tomaron más medidas, el modelo de conglomerados tuvo que ser revisado a raíz de la crisis financiera asiática de 1997 y la quiebra de los dos grupos más importantes del país, Daewoo y Hyundai.
El monumento en memoria a las víctimas se encuentra en el parque municipal de Yangjae, a cuatro kilómetros del lugar de los hechos. En el solar que acogía los grandes almacenes se ha edificado una urbanización de apartamentos de lujo, inaugurada en 2004.

## En la cultura popular
En 2006, el programa de televisión Segundos catastróficos, transmitido en National Geographic Channel, hizo un análisis de los pormenores de la catástrofe en el episodio «El derrumbe de la gran tienda de Seúl».